# Arik-den-ili
Arik-den-Ili est un roi d'Assyrie ayant régné de ou 1307 à 1296 av. J.-C.
Il succède à son père Enlil-nerari, dont le règne a été marqué par un conflit contre Babylone, qui s'est soldé par des pertes territoriales pour l'Assyrie. Il y a peu d'éléments sur les guerres dans lesquelles s'est engagé Arik-den-ili. Les affrontements contre Babylone semblent se poursuivre, d'après une inscription du fils et successeur d'Arik-den-ili, Adad-nerari Ier, en tout cas l'Assyrie ne semble pas renverser la situation en sa faveur,. Une inscription fragmentaire d'Arik-den-ili indique qu'il a mené des campagnes dans les contreforts du Zagros, où il défait le roi Esini de Nigimhu, et d'autres rois, dans des passages trop lacunaires pour être bien compris. Adad-nerari Ier met aussi à son crédit des campagnes dans cette région (Nigimhu, Turukku, Qutu), et une autre plus à l'ouest, contre le pays de Katmuhu et des tribus alliées (Ahlamu, Sutu, Iuru). Mais ces régions ne semblent pas avoir été incorporées dans le royaume assyrien à ce stade. Un autre passage de l'inscription d'Arik-din-ili évoquant ses campagnes semble traiter d'affrontements dans la région de Ninive (à Tarbisu), ce qui pourrait indiquer qu'il fait face à des révoltes au cœur de son royaume.
Plusieurs inscriptions commémorent des constructions entreprises par Arik-den-ili. La seule qui est identifiable, rapportée par deux inscriptions, est la reconstruction du temple de Shamash à Assur.
Son fils Adad-Ninerari Ier lui succède.